# Sinagoga Emanu-El di New York

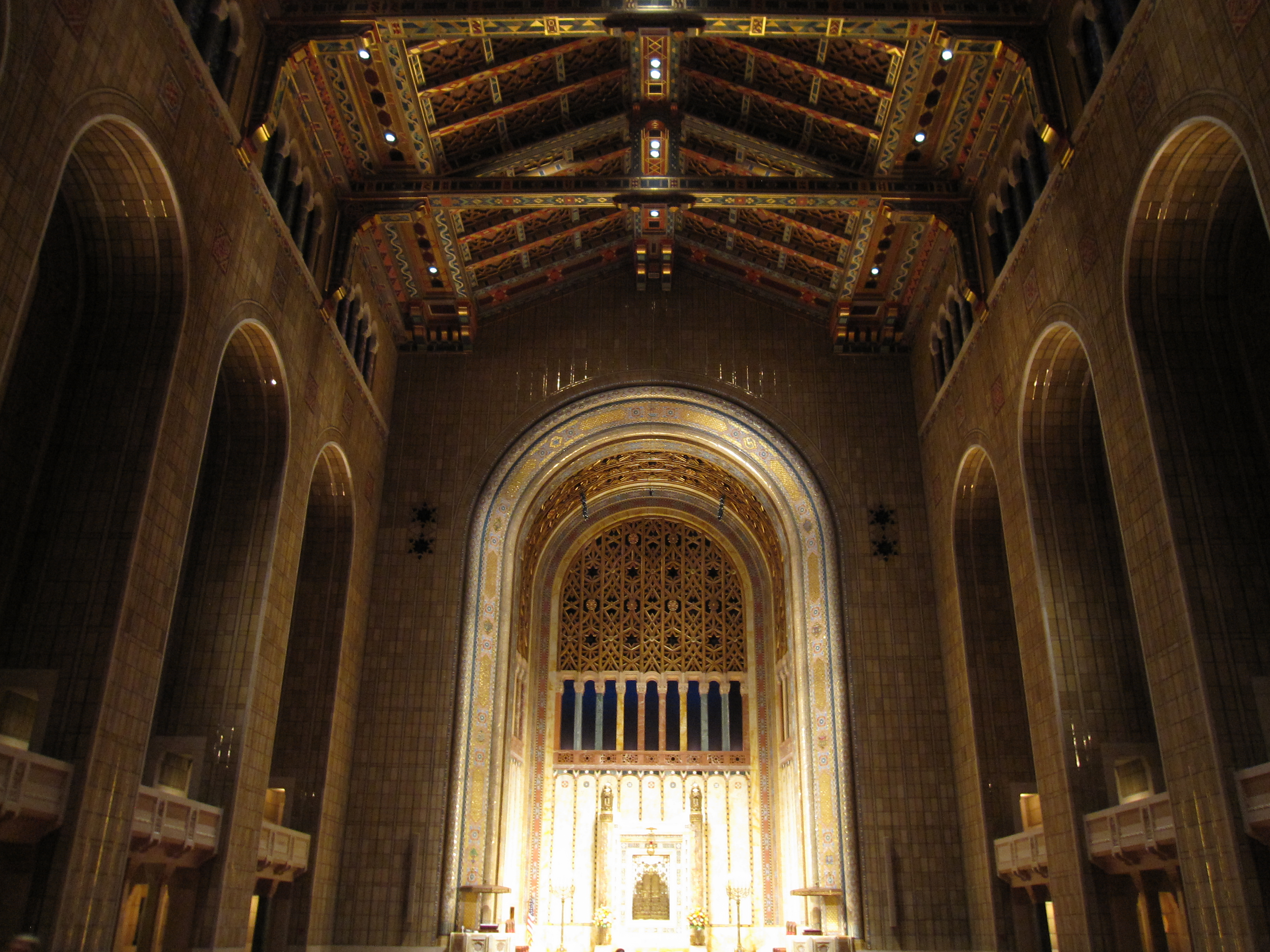
Interno

Lo sinagoga Emanu-El di New York, così chiamata dal nome della congregazione che la edificò nel 1928-1930 in stile neoromanico, è una delle più grandi sinagoghe oggi esistenti al mondo. Prendeva il posto della sinagoga vecchia Emanu-El di New York, demolita nel 1927.

## Storia
La congregazione Emanu-El si era costituita nel 1845 come prima congregazione riformata di New York. Nel corso dei decenni successivi la congregazione dapprima riadattò al culto ebraico altri edifici, poi costruì nel 1868 un proprio edificio monumentale in stile neomoresco, la sinagoga vecchia Emanu-El di New York (oggi scomparsa).
Nel 1925 la vecchia sinagoga fu venduta per comprare un nuovo terreno sempre sulla prestigiosa Fifth Avenue ma molto più a nord, all'altezza della 65th Street. Il vecchio edificio fu demolito nel 1927 per far spazio ad edifici commerciali e cominciarono i lavori per la nuova sinagoga. Nel frattempo la comunità si riuniva presso la sinagoga Beth-El di New York, che dal 1891 sorgeva sempre sulla Fifth Avenue all'altezza della 75th Street; le due congregazione si erano formalmente unite l'11 aprile 1927. Contrariamente alla sinagoga vecchia Emanu-El di New York, la sinagoga Beth-El di New York non fu subito venduta. La si continuò ad utilizzare come luogo aggiuntivo di culto, specie in occasione delle festività maggiori, fino alla sua demolizione nel 1949.
I lavori di costruzione della nuova sinagoga furono iniziati nel 1928, affidati agli architetti Clarence Stein, Robert D. Kohn e Charles Butler. Essi idearono un enorme edificio in stile neoromanico, capace di accogliere migliaia di persone. Dall'esterno l'edificio si impone per la sua forma massiccia e l'alta torre a campanile che si leva nell'area posteriore. La facciata è dominata da un'enorme arcata concava sulla quale si staglia il rosone. All'interno, di forma basilicale con un'altissima navata centrale, si ripete sulla parete frontale lo stesso motivo dell'arcata della facciata che definisce una spazio concavo entro cui è contenuta l'arca.
La nuova sinagoga Emanu-El di New York fu inaugurata il 10 gennaio 1930 con la partecipazione di oltre 2500 persone.
Il 15 luglio 1937 una folla di oltre 4500 persone si radunarono dentro e fuori della sinagoga per i funerali del compositore George Gershwin, assieme al sindaco di New York Fiorello La Guardia e numerose personalità della politica e della cultura newyorchese.
Tra gli eventi più importanti tenutisi nel nuovo tempio si ricordano anche le speciali cerimonie in onore delle Forze Armate il 25 marzo 1945 (quasi 600 membri della congregazione combatterono durante la seconda guerra mondiale con 22 caduti), nel 1973 in memoria del trentesimo anniversario della rivolta del ghetto di Varsavia e nel 2002 in onore degli forze di polizia e dei vigili del fuoco impegnati l'anno precedente durante l'attacco alle Torri Gemelle.
Tra il 2003 e il 2006 la sinagoga è stato oggetto di importanti lavori di restauro e ammodernamento. Oggi essa continua il suo servizio ad uso di una delle maggiori congregazioni ebraiche di New York ed accoglie i numerosi visitatori.